# Guo Tianmin
Guo Tianmin (chinês simplificado: 郭天民, pinyin: Guō Tiānmín; 7 de Maio de 1902 – 26 de Maio de 1970) foi um general do Exército Popular de Libertação da República Popular da China, de Hubei. Ele é descendente de Guo Ziyi, um general da dinastia Tang.

## Biografia

### Juventude
Guo teve a sua instrução preliminar na escola de agricultura provincial, e matriculou-se mais tarde na escola secundária afiliada da Universidade de Wuchang Zhonghua. Ele voltou para a sua cidade natal, em Guangzhou, em 1925, juntando-se a várias rebeliões locais. No ano seguinte, ele se matriculou na Academia Militar de Whampoa. Ingressou no Partido Comunista da China em Março de 1927 e participou na Revolta de Guangzhou, em Dezembro. Depois que a rebelião falhou, retirou-se para Haifeng, transformando-se sucessivamente em comandante do pelotão e no vice-comandante nas segunda e quarta divisões do Exército Revolucionário dos Trabalhadores e dos Camponeses.
Em 1929, Guo viajou até Jiangxi para se juntar ao 4º Exército Vermelho e foi nomeado para vários cargos, como chefe de divisão e comandante de divisão. Foi nomeado também como o chefe de pessoal da região militar de Jiangxi. No entanto, ele foi expulso das suas posições depois de apoiar Mao Zedong, tendo depois ido para a Universidade Sun Yat-sen de Moscovo para continuar os seus estudos. Ele retornou à China em Outubro de 1933 para resistir às forças nacionalistas durante as Campanhas de Cerco.
Em Outubro de 1934, ele participou na Grande Marcha. Em Siduchishui, ele ajudou Luo Binghui a comandar do 9º Corpo de Exército Vermelho em operações militares. Em Julho de 1936, foi apontado como o comandante dos quartéis do 4º Exército Vermelho e do Exército Ocidental de Estrada. Em Fevereiro de 1937, tornou-se no chefe de estado-maior do 13º Exército Vermelho, ordenado a avançar para Dihua, Xinjiang.

### Durante a Segunda Guerra Sino-Japonesa
Em Dezembro de 1937, viajou para Yan'an e foi nomeado Secretário de Guerra na Comissão Militar Central do Partido Comunista da China. Em Agosto de 1938, Guo era o chefe de estado-maior da região militar de Shanxi-Chahar-Hebei. Posteriormente, em Dezembro, foi nomeado o comandante da 2ª Divisão do Exército encarregado de realizar operações de guerrilha. Ele participou em grandes campanhas como a Batalha de Niangziguan de 1940 durante a Ofensiva dos Cem Regimentos. O seu posto de comando da região militar de Hebei foi transferido para Zhangjiakou após a sua ocupação em Agosto de 1945.